# Breedbekkathaai
De breedbekkathaai (Apristurus macrostomus) is een haai uit de familie van de Pentanchidae. De soort is alleen bekend van het holotype, dat is gevangen op een diepte van 913 meter.

## Natuurlijke leefomgeving
De vlaksnuitkathaai komt voor in het westen van de Grote Oceaan bij China.
A. acanutus · A. albisoma · A. ampliceps · A. aphyodes · A. australis · A. brunneus · A. bucephalus · A. canutus · A. exsanguis · A. fedorovi · A. gibbosus · A. herklotsi · A. indicus · A. internatus · A. investigatoris · A. japonicus · A. kampae · A. laurussonii · A. longicephalus · A. macrorhynchus · A. macrostomus · A. manis · A. melanoasper · A. microps · A. micropterygeus · A. nasutus · A. parvipinnis · A. pinguis · A. platyrhynchus · A. profundorum · A. riveri · A. saldanha · A. sibogae · A. sinensis · A. spongiceps · A. stenseni